# Perles de Punyik Point
  
Les perles de Punyik Point sont des perles en verre bleu turquoise, datant du XVIe ou du XVIIe siècle, retrouvées dans plusieurs localisations du nord de l'Alaska pendant la seconde moitié du XXe siècle.  
C'est dans les années 1950 et 1960 que William Irving de l'université du Wisconsin trouve deux perles en verre au sein d'une cavité dans le sol d'une maison, dans l'ancien camp Inuit de Punyik Point. En 2004 et 2005, les archéologues Mile Kunz et Robin Mills du Bureau of Land Management (BLM) trouvent au même endroit trois autres perles ainsi que d'autres ornements. L'arrivée de ces perles sur le continent américain est estimée par les chercheurs entre 1440 et 1480, ce qui constituerait une preuve de la présence d'Européens sur le sol nord-américain plusieurs années avant le voyage de Christophe Colomb. Ces découvertes sont cependant remises en question par les travaux d'autres membres de la communauté scientifique, qui contestent leurs estimations sur la provenance et la datation des perles, les datant du XVIIe siècle et en provenance de France.  

## Camp dePunyik Point
Situé à deux kilomètres au nord de la ligne de partage des eaux continentales, dans la chaîne de montagne des Brooks, le camp de Punyik Point est aujourd'hui inoccupé. C'était un camp saisonnier pour des membres du peuple Inuit. Il se trouve sur d'anciennes routes commerciales allant de la mer de Béring à l'océan Arctique, telles que la route de la soie. Punyik Point se trouve au bord du lac Etivlik (ceb), aujourd'hui au sud-est de la Réserve Pétrolière Nationale d'Alaska (en) (NPR-A).

## Découvertes de William Irving (1950-1960)
En 1950, William Irving commence une reconnaissance archéologique dans la chaîne de montagne Brooks, aux alentours du passage d'Anaktuvuk et de la rivière Killik. Il entreprend des fouilles à Punyik Point en 1954, où il découvre deux perles en verre turquoise dans la cavité d'une maison, ainsi qu'une bague et un bracelet en cuivre. Ce type de perle n'avait auparavant jamais été découvert dans les terres au nord de l'Alaska, et Irving identifie le cuivre comme étant un "matériel d'origine euro-américaine récente", selon son rapport de 1964 à l'université du Wisconsin.

## Découvertes de Mile Kunz et Robin Mills (2004-2005)
En 2004 et 2005, les archéologues du musée du Nord (en) de l'université d'Alaska et du Bureau of Land Management (BLM) Mile Kunz et Robin Mills, ainsi que d'autres scientifiques se rendent à Punyik Point avec un financement, dans le but d'examiner des sites en danger d'érosion. Ils trouvent trois autres perles mais également des bracelets en cuivre et d'autres morceaux de métal non-identifiés qui auraient pu faire partie d'un collier ou d'un bracelet. Les perles sont estimées provenir de Venise, en Europe, ce que Kunz et Mills déduisent en étudiant l'histoire de la fabrication des perles de verre dans la ville de Venise. Les archéologues suggèrent que les perles ont été échangées par voie terrestre le long de la Route de la soie, à travers la Sibérie, puis jusqu'en Alaska, parcourant ainsi non loin de 17 000 km, y compris la traversée d'une partie de l'océan au niveau du détroit de Béring.  
Ils trouvent également sur le site divers autres éléments, notamment de la ficelle qui est datée au carbone 14 aux années 1400. La datation est informelle et date également la ficelle aux alentours du début du XVIIe siècle, mais cette hypothèse n'est pas privilégiée par Mills et Kunz. Des bouts de charbon de bois et d'os de caribou trouvés à Punyik Point et sur d'autres sites archéologiques du nord de l'Alaska ont également été datés du XVe siècle. Grâce à la datation au radiocarbone de la ficelle et du charbon de bois trouvés à proximité des perles, Kunz et Mills ont déterminé que les perles étaient arrivées à Punyik Point entre 1440 et 1480, et feraient partie des plus anciens reliefs de la présence d'Européens en Amérique du Nord, plusieurs années avant que Christophe Colomb n'entame son voyage.

## Controverse sur la datation et l'origine des perles
La datation et l'origine des perles suggérées par Kunz et Mills ne font pas consensus parmi la communauté scientifique. Elliot Blair, professeur adjoint d’anthropologie à l’université de l’Alabama, indique que les preuves amassées ne sont pas suffisantes pour établir formellement que la conception des perles est antérieure aux années 1550. L'analyse au carbone 14 de la ficelle retrouvée avec certaines des perles suggère que les perles pourraient également dater du XVIIe siècle, bien que cette hypothèse soit moins probable que celle privilégiée par Mills et Kunz. Des preuves archéologiques et historiques supplémentaires suggèrent que les années 1570-1650, la période où la production des perles de ce genre en Europe connut son apogée, pourraient correspondre à une utilisation de ces perles par des peuples indigènes en Alaska. 
Par ailleurs, les conclusions établies par Mills et Kunz sur la provenance des perles sont également discutées. Karlis Karklins, chercheur indépendant sur les perles et rédacteur en chef de la Society of Bead Researchers, indique qu'il est plus probable que les perles proviennent de France. Ses conclusions se basent sur les fouilles d'un site de fabrication de perles situé à Rouen, où des perles semblables avaient été trouvées et datées au début du XVIIe siècle.